# Spitzen- und Bobinet- und Vorhänge-Fabrik F. Austin

Die Fabrik im Jahr 1903, von Osten her gesehen

Die Fabrik im Jahr 1902, von Norden her gesehen

Die Spitzen- und Bobinet- und Vorhänge-Fabrik F. Austin (später Spitzenindustrie Aktiengesellschaft (abgekürzt SIAG) und Siag Textil-Industrie Aktiengesellschaft) war eine Textilfabrik im heutigen St. Pöltner Stadtteil Viehofen. Frederick Austin erwarb 1866 die ehemalige Spiegelfabrik und ließ sie zur Erzeugung von Bobinet und Spitze umbauen. Die Fabrik wurde 1930 geschlossen und im Zweiten Weltkrieg als Schulungsfabrik und zur Torpedoproduktion genutzt. Ab Sommer 2011 ist hier die Seniorenwohnsiedlung Living City entstanden.

## Geschichte

Frederick Austin (manchmal auch Fred oder Friedrich genannt)

### Vornutzung des Geländes
An der Stelle der Austin-Fabrik bestand seit mindestens 1510 eine durch einen Werkbach der Traisen angetriebene Mühle, genannt Medlische Mühle oder Medle’sche Mühle. Als Ignaz Benedict Hessel sie 1804 für 19.000 Gulden kaufte, war der bauliche Zustand schlecht. Hessel baute anstelle der Mühle bis zum April 1807 die Spiegelfabrik Viehofen. Nach einigen Eigentümerwechseln wurde das Werk 1858 stillgelegt. Für einige Jahre betrieb Johann Schoder eine Kaltwasserheilanstalt in der ehemaligen Fabrik, 1866 erwarb Frederick Austin das Gelände.

### Gründung und Zeit bis 1914
Austin, der seit 1843 eine Spitzenfabrik in Wien und seit 1856 eine in Leobersdorf betrieb, ließ das Gelände bis 1867 umbauen. Den Erwerb der Fabrik und die nötigen Umbauten finanzierte er durch den Verkauf seines Werkes in Leobersdorf. Die Leitung übergab Austin seinem Neffen Charles Godderidge, der im am Werksgelände gelegenen Herrenhaus lebte. Die Fabrik war zunächst eine Zweigstelle des Wiener Betriebes, erst am 22. Mai 1876 wurde sie als eigene Firma eingetragen. Als Austin Ende 1880 verstarb, erbte Godderidge das Unternehmen. Zwei Jahre danach bewarb sich Godderidge um die Auszeichnung k.k. ausschließlich privilegiert, die ihm Anfang 1891 zuerkannt wurde. Schon zuvor erhielt das Werk zahlreiche Auszeichnungen, darunter die Fortschrittsmedaille der Weltausstellung Wien 1873 und die Silbermedaille Exposition Universelle de Paris 1878. Die Fabrik beschäftigte Anfang der 1890er-Jahre etwa 170 Arbeiter und verfügte über 35 Maschinen. Sie exportierte einen Großteil der produzierten Waren, die Hauptabnehmer waren Rumänien, Bulgarien, Griechenland und das Osmanische Reich. Bis zu seinem Tod im Jänner 1903 erweiterte Charles Godderidge den Betrieb stetig und gründete eine Betriebsfeuerwehr. Alleinerben waren seine drei Söhne John, Fred und Harry. Sie ließen schon 1903 eine zusätzliche Direktorenvilla nördlich des Fabriksgeländes errichten, 1911 wurde sie von Hans Ofner im Jugendstil neu eingerichtet.
John Godderidge führte das Unternehmen zu Beginn gemeinsam mit Harry, der jedoch 1906 ausschied. Erst 1909 wurde Fred Godderidge volljährig und stieg in das nun mehr als 300 Arbeiter beschäftigende Unternehmen ein, dessen Firmensitz zwischenzeitlich nach Wien verlegt wurde. Nachdem die Brüder ein Zweigwerk in Urschendorf gegründet hatten, wandelten sie die Fabrik 1911 in eine Aktiengesellschaft um. Beteiligt an der neuen Spitzenindustrie Aktiengesellschaft waren neben der Familie Godderidge vor allem die Creditanstalt und der Spitzengroßhändler Ludwig Schöffer aus Wien. Mit dem so neu gewonnenen Kapital von 4 Millionen Kronen begannen Ausbauarbeiten in Viehofen, so wurde unter anderem eine Gardinenweberei neu errichtet. Im Jahr 1914 waren im Viehofner Werk über 600 Arbeiter beschäftigt, neben der Wirkerei bestanden damals eine Bleicherei, eine Appretur und eine Adjustierung.

### Ab 1914
Der Beginn des Ersten Weltkrieges und dessen Verlauf brachten starke Einschnitte in der Produktion mit sich. So wurden Rohmaterialvorräte beschlagnahmt, wichtige Maschinenbestandteilen aus Messing und Kupfer mussten abgegeben werden. Zudem wurde die Verarbeitung von Baumwollgarnen verboten, da diese von der Rüstungsindustrie benötigt wurden. Das Werk konnte sich mit kleinem Personalstand und der Produktion von Seidenschleiern über den Krieg retten. Erst nach 1918 trat eine Verbesserung der Situation ein. Bis 1925 konnten wieder alle vor dem Krieg angebotenen Produkte hergestellt werden; trotzdem stieg die Mitarbeiterzahl nicht über 200. In diesem Jahr wurden einige bauliche Veränderungen beschlossen; neben der Errichtung eines Maschinenraumes und der Erneuerung des Maschinenparks wurde ein Arbeitssaal für 30 zusätzliche Mitarbeiter erbaut.
Der Ausstieg der Creditanstalt aus dem Unternehmen im Zuge der Weltwirtschaftskrise brachte es in starke Bedrängnis. Die Firma, seit 1927 auf Siag Textil-Industrie Aktiengesellschaft lautend, schloss 1929 den Zweigbetrieb in Urschendorf und steckte die Verkaufserlöse in das Viehofner Werk. Ebenso wurde eine Beteiligung in Maribor verkauft. Trotz dieser Maßnahmen konnte der Betrieb nicht länger aufrechterhalten werden, das Viehofner Werk schloss am 31. März 1930 seine Pforten.

### Nachnutzung des Geländes

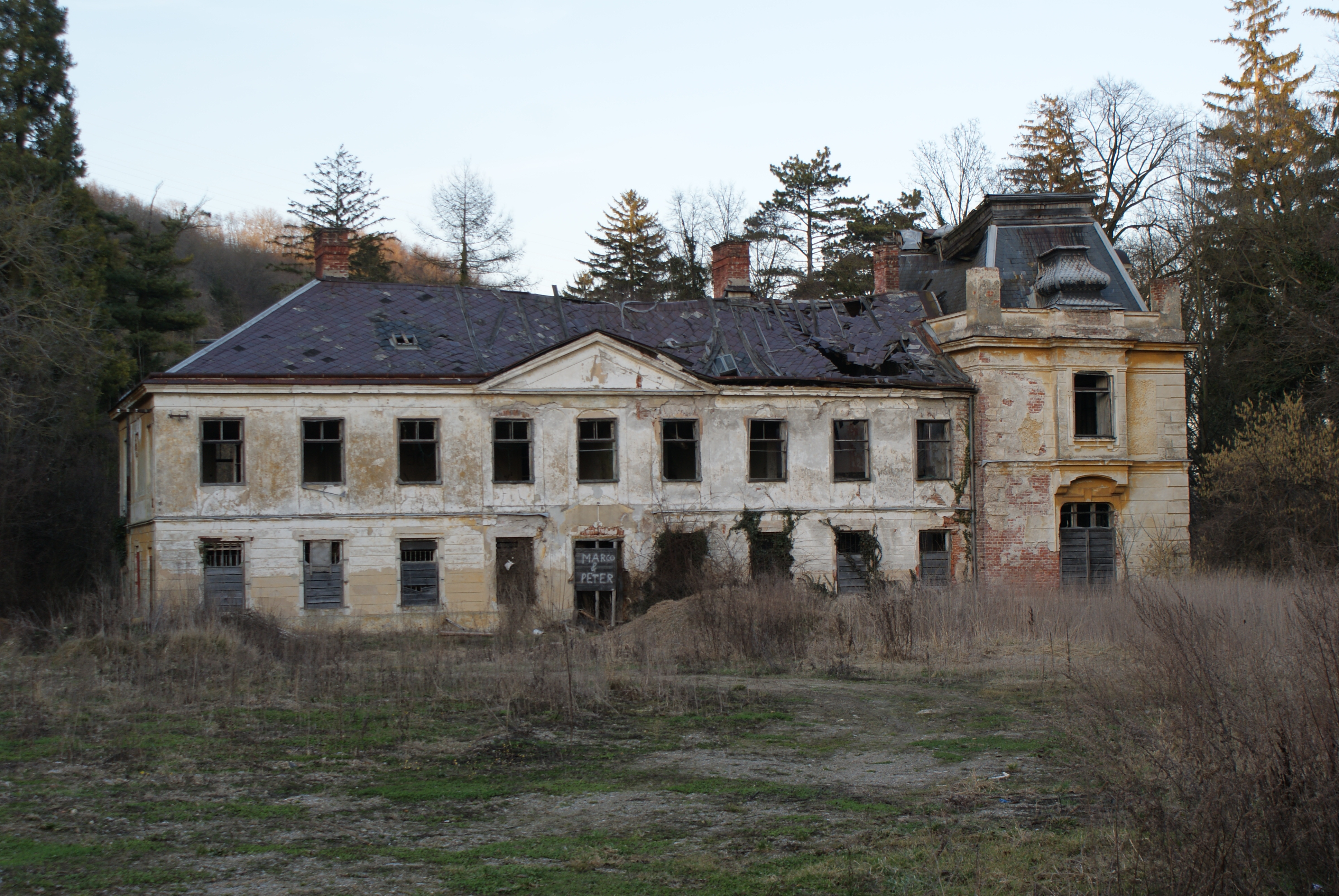
Denkmalgeschütztes erstes Herrenhaus im März 2010

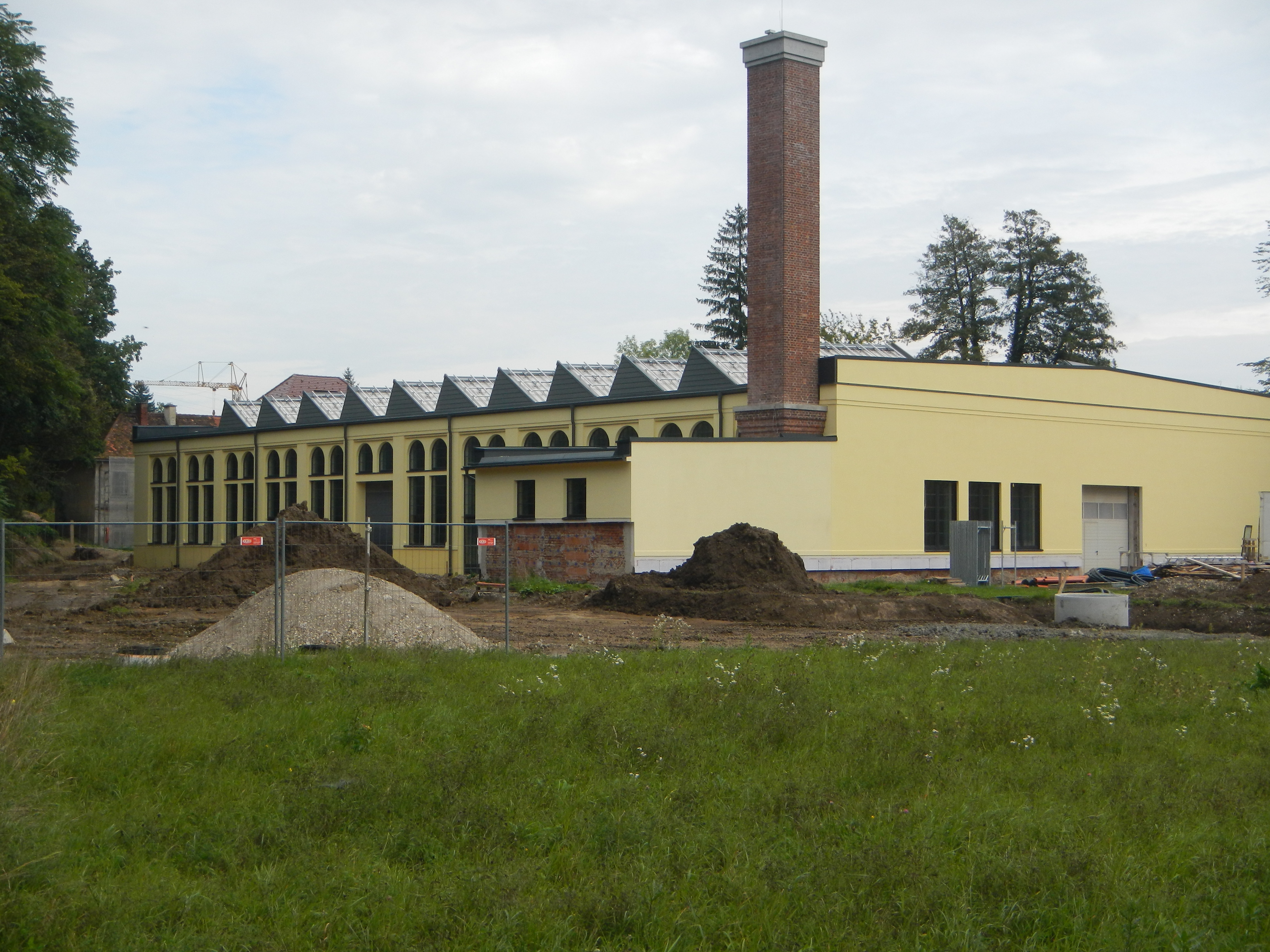
Fabrikshalle im September 2014

Das Gelände mitsamt dem alten Herrenhaus wurde an die Österreichische Realitäten-Aktiengesellschaft verkauft, die 1933 die Abrissbewilligung erhielt. Mit Ausnahme des Herrenhauses, der Arbeiterwohnhäuser und der relativ neuen Gardinenweberei wurden alle Objekte geschleift. 1934 wurde ein Teil der Gardinenweberei an eine Wäscherei vermietet. Nach dem Anschluss Österreichs 1938 wurde sie von der Deutschen Arbeitsfront übernommen. Die DAF errichtete hier die „Arbeitsgemeinschaft Eisen und Metall“, eine Schulungsfabrik für Arbeitslose. Diese Schulungseinrichtung könnte nach Kriegsausbruch in eine Torpedofertigung umgewandelt worden sein. Nach dem Zweiten Weltkrieg wurde das Gelände nahezu nicht mehr genutzt, teilweise wurden Kulissen des Stadttheaters eingelagert.
Das erste Herrenhaus (Listeneintrag) wurde unter Denkmalschutz gestellt, seit 2014 ist auch die ehemalige Fabrikshalle geschützt (Listeneintrag).
Im Juli 2010 wurde der Plan bekanntgegeben, auf dem Gelände unter Einbezug der noch bestehenden Gebäude eine Seniorenwohnsiedlung mit Pflegeheim zu errichten. Der Gesamtkomplex mit dem Namen Living City wurde ab 2011 in mehreren Baustufen realisiert, die ersten Wohnungen wurden 2016 bezogen.

### Namen und Eigentümer
Die Spitzen- und Bobinet- und Vorhänge-Fabrik F. Austin hatte in ihrem 64-jährigen Bestehen mehrere Besitzer. In der Bevölkerung einfach Austin-Fabrik oder Austin-Werk genannt, änderte sich der offizielle Name im Laufe der Zeit mehrmals. In der folgenden Tabelle werden die Eigentümer oder Hauptaktionäre und Namen aufgeführt.
| Zeitraum  | Name                                                | Eigentümer                                                    |
| --------- | --------------------------------------------------- | ------------------------------------------------------------- |
| 1866–1888 | Spitzen- und Bobinet- und Vorhänge-Fabrik F. Austin | Frederick Austin                                              |
| 1888–1903 | Spitzen- und Bobinet- und Vorhänge-Fabrik F. Austin | Charles Godderidge                                            |
| 1903–1911 | Spitzen- und Bobinet- und Vorhänge-Fabrik F. Austin | John Godderidge, Fred Godderidge, Harry Godderidge (bis 1906) |
| 1911–1927 | Spitzenindustrie Aktiengesellschaft (SIAG)          | John Godderidge, Fred Godderidge, Ludwig Schöffer             |
| 1927–1930 | Siag Textil-Industrie Aktiengesellschaft            | John Godderidge, Fred Godderidge, Ludwig Schöffer             |